# Barrett Foa

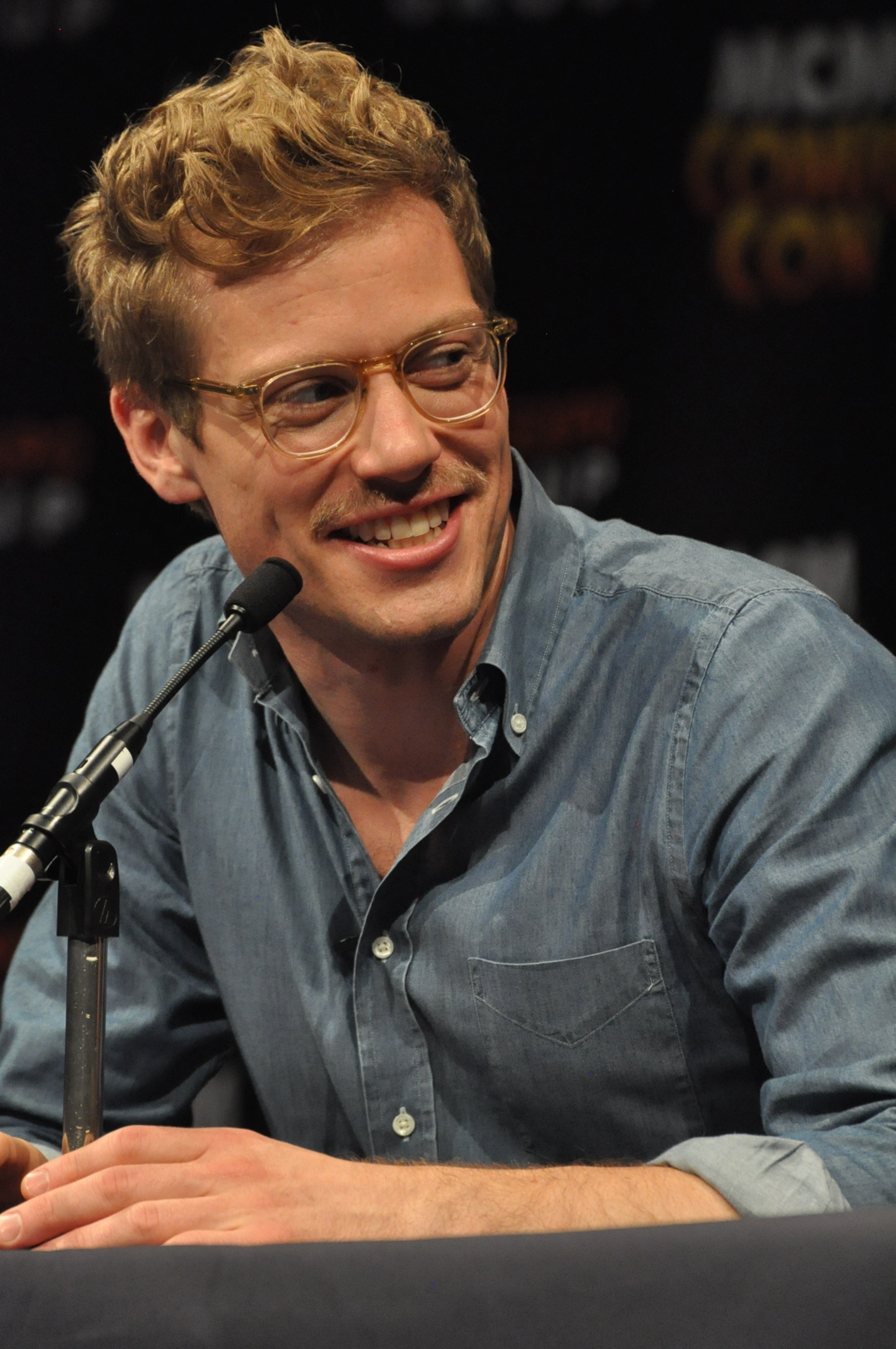
Barrett Foa (2013)

Barrett Foa (* 18. September 1977 in Manhattan, New York City) ist ein US-amerikanischer Schauspieler, bekannt durch seine Rolle des Eric Beale in Navy CIS: L.A..

## Leben
Barrett Foa wurde 1977 in Manhattan geboren. Da er bereits im Alter von drei Jahren ein Puzzle in Rekordzeit zusammensetzen konnte, wurde er von der Dalton School aufgenommen. Dort verbrachte er seine letzten Schuljahre. Während er in Dalton war, verbrachte er alle vier Sommer im Interlochen Arts Camp in Michigan. Dort verfolgte er sein Interesse am Theater. Er studierte darauf Schauspiel an der University of Michigan, wo er sein Studium mit dem Grad Bachelor of Fine Arts abschloss. Foa verbrachte ein Semester in der ganzen Welt und studierte Shakespeare und das Schauspielen an der RADA in London. Im Sommer arbeitete Foa bei einem Johnson-Liff Casting. Er verbrachte jeden Sommer in Theatergruppen, darunter im London Barn Playhouse, am Maine State Music Theater, am Music Theater of Wichita und an der Pittsburgh Civic Light Opera.
Nach dem College bekam Foa seine erste Rolle als Jesus in dem Off-Broadway-Revival Godspell. Danach spielte er in vielen anderen Produktionen mit. Sein Broadway-Debüt gab er 2001 in der Originalbesetzung des Musicals Mamma Mia!. Er verließ es nach sechs Monaten, um einen Drei-Monats-Job bei TheatreWorks in Palo Alto, Kalifornien anzunehmen, wo er die Rolle in einem neuen Musical annahm.
Nachdem er den Matt in The Fantasticks in St. Louis Muny gespielt hatte, wurde er ausgewählt, den Claudio in Viel Lärm um nichts am Hartford Stage und am Shakespeare Theater in Washington, D.C. zu spielen. Er spielte auch den Mordred in Camelot am Paper Mill Playhouse in New Jersey.
Seine letzte Performance des Frederic in Pirates! spielte er in einer Version von Die Piraten von Penzance im Jahr 2007. Bekanntheit erlangte Foa durch seine Verkörperung der Rolle des Eric Beale in der Fernsehserie Navy CIS: L.A. von 2009 bis 2021.
Barrett Foa ist homosexuell.

## Filmografie (Auswahl)
- 2007: Six Degrees (Fernsehserie, Folge 1x08)
- 2009: Numbers – Die Logik des Verbrechens (Numb3rs, Fernsehserie, Folge 5x17)
- 2009: Navy CIS (NCIS, Fernsehserie, zwei Folgen)
- 2009: The Closer (Fernsehserie, Folge 5x04)
- 2009–2010: Entourage (Fernsehserie, zwei Folgen)
- 2009–2021: Navy CIS: L.A. (NCIS: Los Angeles, Fernsehserie)
- 2011: Submissions Only (Fernsehserie, Folge 1x04)
- 2013: My Synthesized Life (Fernsehserie, 2 Folgen)
- 2019: Will & Grace (Fernsehserie, Folge 10x12)
- 2025: The Residence (Fernsehserie, 8 Folgen)